# Landgericht Baden-Baden
Das Landgericht Baden-Baden ist ein Gericht der ordentlichen Gerichtsbarkeit, dessen Zuständigkeit die Bezirke von fünf Amtsgerichten umfasst.

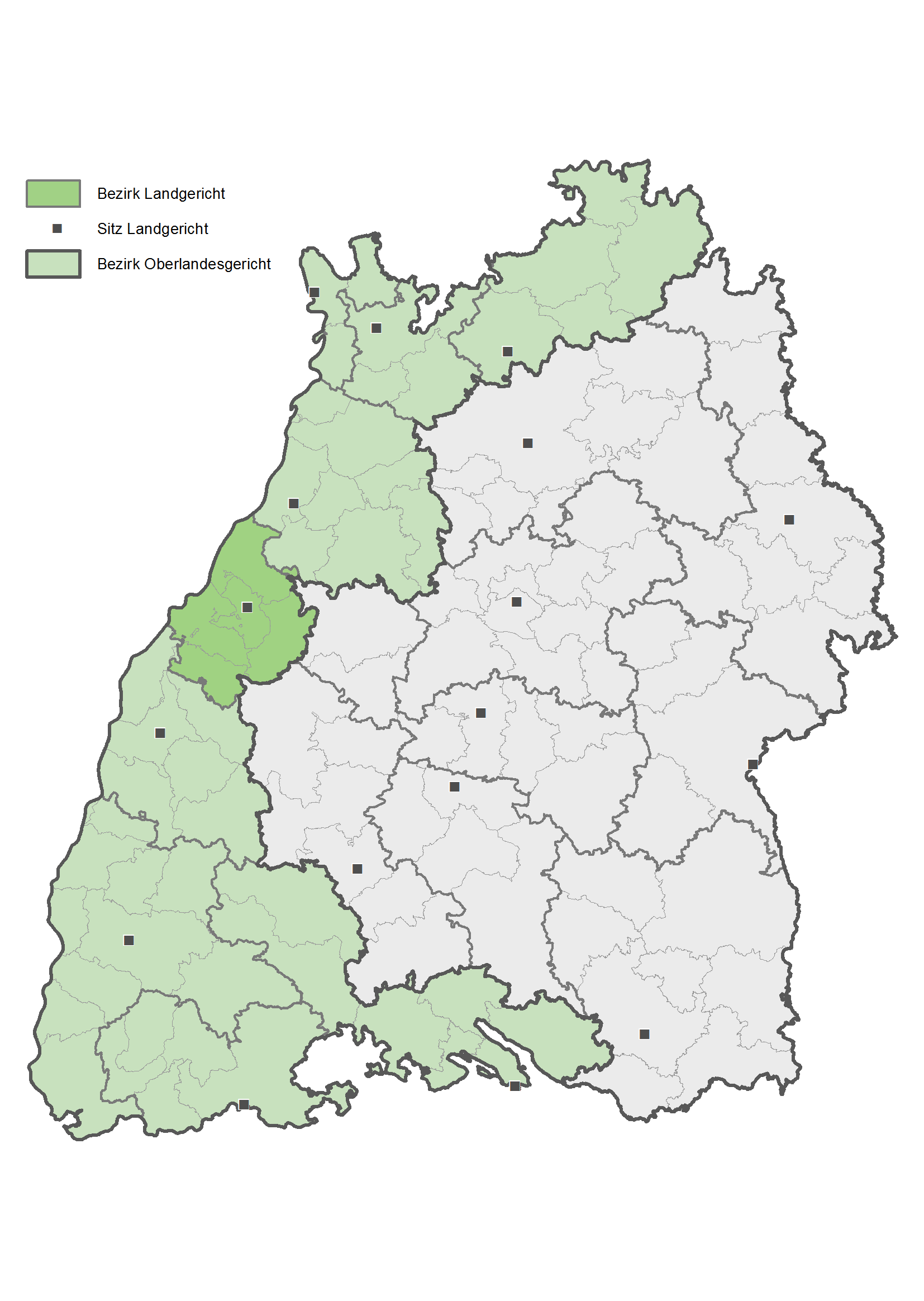
Landgerichtsbezirk Baden-Baden (dunkel) im Bezirk des Oberlandesgerichts Karlsruhe (hellgrün) in Baden-Württemberg

## Gerichtsbezirk und -sitz
Der Sitz des Gerichtes ist Baden-Baden. Zum Bezirk des Landgerichtes Baden-Baden gehören fünf Amtsgerichte: Achern, Bühl, Baden-Baden, Gernsbach, Rastatt.
Der Bezirk des Amtsgerichts Rastatt ist mit ca. 135.300 Einwohnern mit Abstand der größte; der Bezirk Gernsbach hat demgegenüber nur ca. 24.000 Einwohner. Der Landgerichtsbezirk umfasst rund 334.000 Einwohner. 

## Übergeordnete Gerichte
Das Gericht ist dem Oberlandesgericht Karlsruhe untergeordnet.

## Aufbau
Präsident des Landgerichts Baden-Baden ist seit November 2020 Frank Konrad Brede. Es besteht aus insgesamt vier Zivil- und fünfzehn Strafkammern sowie einer Kammer für Handelssachen. Als Schwurgericht fungiert die 1. Strafkammer. Die 8. Strafkammer fungiert als große Wirtschaftsstrafkammer, die 9. Strafkammer als kleine. Die Aufgabe der Jugendkammer nehmen die 3. Strafkammer (große Jugendkammer), die 4. Strafkammer (große Jugendkammer in Berufungssachen) und die 7. Strafkammer (kleine Jugendkammer) wahr.

## Gebäude

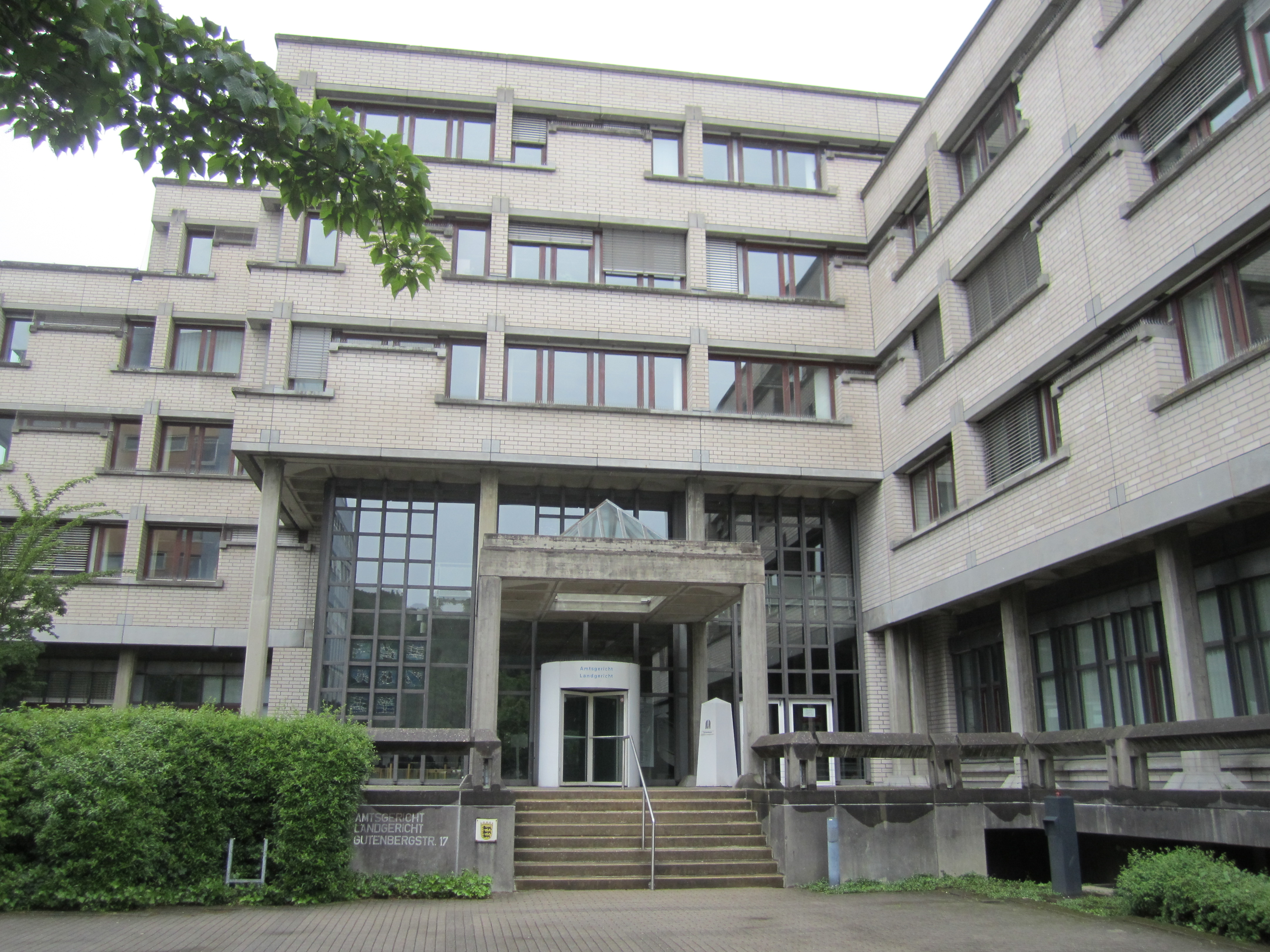
Gerichtsgebäude in der Gutenbergstraße

Als für das zu klein gewordene alte Gerichtsgebäude in der Innenstadt ein neues Gerichtsgebäude errichtet werden sollte, wurde aus städtebaulichen und kurörtlichen Gründen ein Standort außerhalb der Innenstadt gewählt. Das Staatliche Hochbauamt I, Karlsruhe plante den Bau, der Entwurf stammt von Barbara Jakubeit. Das Gerichtsgebäude am Autobahnzubringer (B 500) in der Gutenbergstraße wurde im Jahr 1980 fertiggestellt. Der Einzug von Land- und Amtsgericht erfolgte im gleichen Jahr.
Der Neubau wurde mit einem der fünf Hauptpreise des KS-Architekturpreises 1980 ausgezeichnet und steht unter Denkmalschutz.

## Geschichte
Die Amtsgerichtsbezirke Baden-Baden, Rastatt und Gernsbach gehörten seit 1879 zum Bezirk des Landgerichts Karlsruhe, Bühl und Achern zu Offenburg. Durch die Aufteilung Badens in Besatzungszonen erfolgte 1945 eine Abtrennung von Karlsruhe, im Rahmen des Wiederaufbaus der Rechtspflege wurde in Baden-Baden mit Zustimmung der französischen Militärregierung in Freiburg zunächst eine Außenstelle des Landgerichtes Offenburg eingerichtet. Das badische Parlament kam am 5. September 1950 dem Wunsch der Stadt Baden-Baden nach, ein eigenständiges Landgericht zu etablieren. Feierlich eröffnet wurde das neue Landgericht am 31. Oktober 1950.